# الدوري الفلسطيني الممتاز للضفة الغربية 1983–84
الدوري الفلسطيني الممتاز للضفة الغربية 1983–84 هو حدث رياضيّ جرى في الضفة الغربية في فلسطين خلال موسم عام 1983-1984 ونظمه الاتحاد الآسيوي لكرة القدم ورابطة الأندية الفلسطينية بعد توحدها مع هيئة الإشراف الرياضي لمنطقة شمالي الضفة، والذان شكلا فيما بعد الاتحاد الفلسطيني لكرة القدم.
كان موسم عام 1983–84 من بطولة الدوري الفلسطيني الممتاز لكرة القدم هو النسخة الثالثة من دوري الدرجة الأولى الفلسطيني لكرة القدم للرجال في الضفة الغربية. شارك في البطولة 24 ناديًا رياضيًا في افتتاح الدوري، وتوج بلقب البطولة فريق نادي مركز طولكرم بعد تصدره البطولة وتفوقه على فريق نادي حطين الذي احتل مركز الوصافة بقارق نقطة واحدة فقط. أما الأندية الثلاث التي هبطت إلى دوري الضفة الغربية للدرجة الثانية بعد انتهاء هذه النُسخة من بطولة الدوري فكانت نادي شباب الظاهرية ونادي اهلي قلقيلية.

## جدول ترتيب الدوري
| الترتيب | اسم الفريق       | المركز      |
| ------- | ---------------- | ----------- |
| 1       | نادي مركز طولكرم | بطل الدوري  |
| 2       | نادي حطين        | وصيف الدوري |